# Тему Ранико
Тему Ранико (фин. Teemu Rannikko; Турку, 9. септембар 1980) је фински кошаркаш. Игра на позицији плејмејкера, а тренутно наступа за Вилпас викингсе.

## Биографија
Каријеру је почео у екипи Пилосета са којом је освојио Куп Финске 2000. године. Током 2000. године одлази у Италију где проводи наредних пет сезона играјући за екипе Ређане, Росета и Пезара. Од 2005. до 2007. године је играо за Унион Олимпију са којом је освојио Првенство и Куп Словеније у сезони 2005/06. Од 2007. до 2009. је играо за Химки са којим осваја Куп Русије 2008. године. Сезону 2009/10. проводи у екипи Гранаде а следећи клуб му је био Варезе где је провео две сезоне. У сезони 2012/13. поново је играо у Унион Олимпији и освојио још један Куп Словеније. Од 2013. до 2017. је био играч Катаје и са њима је био два пута првак Финске. Од 2017. године је играч Вилпас викингса.
Ранико је био дугогодишњи играч репрезентације Финске. Са њима је играо на три Европска првенства — 2011, 2013. и 2017. године као и на Светском првенству 2014. године.

## Успеси

### Клупски
- Пилосет:
  - Куп Финске (1): 2000.
- Унион Олимпија:
  - Првенство Словеније (1): 2005/06.
  - Куп Словеније (2): 2006, 2013.
- Химки:
  - Куп Русије (1): 2008.
- Катаја:
  - Првенство Финске (2): 2014/15, 2016/17.